# Baeza (Ecuador)
Baeza ist eine Ortschaft und eine Parroquia urbana im Kanton Quijos der ecuadorianischen Provinz Napo. Baeza ist Sitz der Kantonsverwaltung. Die Parroquia besitzt eine Fläche von 174 km². Die Einwohnerzahl lag im Jahr 2010 bei 1946. Davon lebten 1691 Einwohner im urbanen Bereich von Baeza. 

## Lage
Die Parroquia Baeza liegt an der Ostflanke der Cordillera Real. Der 1914 m hoch gelegene Ort Baeza liegt am Südufer des nach Osten strömenden Río Coca (Río Quijos). Baeza befindet sich knapp 60 km nördlich der Provinzhauptstadt Tena sowie 72 km ostsüdöstlich der Hauptstadt Quito. Durch Baeza führt die Fernstraße E20 (Quito–Puerto Francisco de Orellana). Bei Baeza zweigt die E45 nach Nueva Loja ab. Der Río Quijos begrenzt die Parroquia im Westen und im Osten. Dessen Zuflüsse Río Bermejo und Río Cosanga begrenzen die Parroquia im Süden und im Osten. Weiter westlich erhebt sich der Vulkan Antisana.
Die Parroquia Baeza grenzt im Nordosten an die Parroquia San Francisco de Borja, im Osten an die Parroquia Sumaco, im Süden an die Parroquia Cosanga sowie im Westen und Nordwesten an die Parroquia Cuyuja.

## Ökologie
Der südwestliche und der zentrale Teil der Parroquia liegen innerhalb des Nationalparks Antisana.

## Geschichte
Der Kanton Quijos wurde erstmals am 25. Juni 1825 als Teil der Provinz Pichincha gegründet. Der Kanton hatte offenbar nicht lange bestand. Am 17. Januar 1955 wurde schließlich der Kanton Quijos endgültig gegründet, dieses Mal als Teil der Provinz Napo.